# Gandjam
Gandjam est une ville de l’Inde de 11 000 habitants[réf. nécessaire], située dans le district de Ganjam et l’État d’Odisha.